# Porsche WSC-95
La Porsche WSC-95, également appelée TWR-Porsche WSC-95, est un sport-prototype de compétition ayant remporté les 24 Heures du Mans en 1996 et 1997. Le fait notable est que c'est un seul et même châssis qui a triomphé à deux reprises, le WSC-95/001.

## Historique
En 1995, l'usine Porsche, désireuse de renouer avec la victoire en Championnat IMSA américain, acquiert un châssis de Jaguar XJR-14 chez le Tom Walkinshaw Racing (TWR) sur lequel elle greffe un moteur de 962.
Malheureusement, les instances dirigeantes de l'IMSA voient d'un mauvais œil l'arrivée d'une équipe d'usine, qui plus est du niveau de Porsche, et modifie le règlement pour interdire la voiture.
L'écurie Joest récupère alors le projet et engage deux voitures aux 24 Heures du Mans 1996. À la surprise générale, elle remporte la course devant les deux 911 GT1 officielles. Elle réédite sa victoire en 1997 après que les 911 d'usine eurent abandonné les deux premières places.
En 1998, deux voitures sont intégrées sous le nom LMP1-98 à l'équipe officielle et reçoivent le moteur de la 911 GT1/98. Bien moins performantes que les années précédentes, les deux voitures se retirent sans jamais avoir animé la course en tête.

## Palmarès
- Vainqueur des 24 Heures du Mans en 1996 et 1997
- Vainqueur à Donington en International Sports Racing Series en 1997
- 2e au Petit Le Mans en 1998

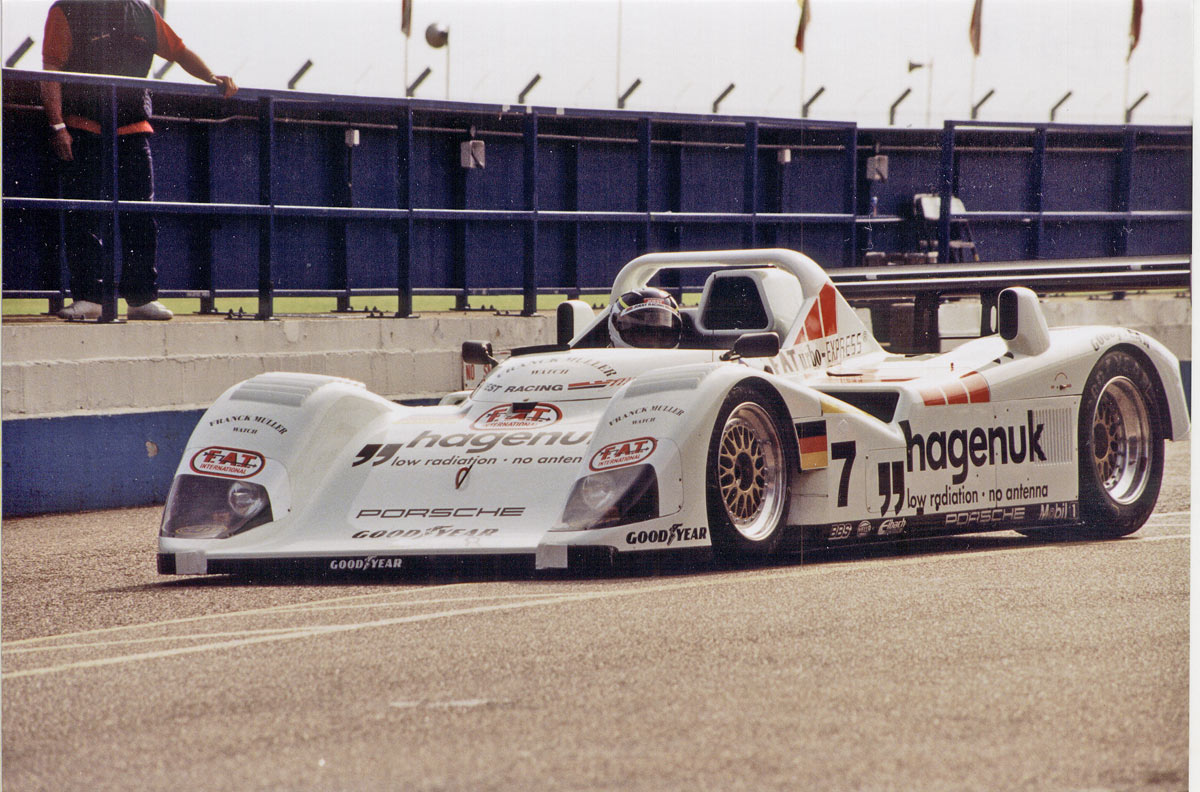
La WSC-95 Joest en 1997
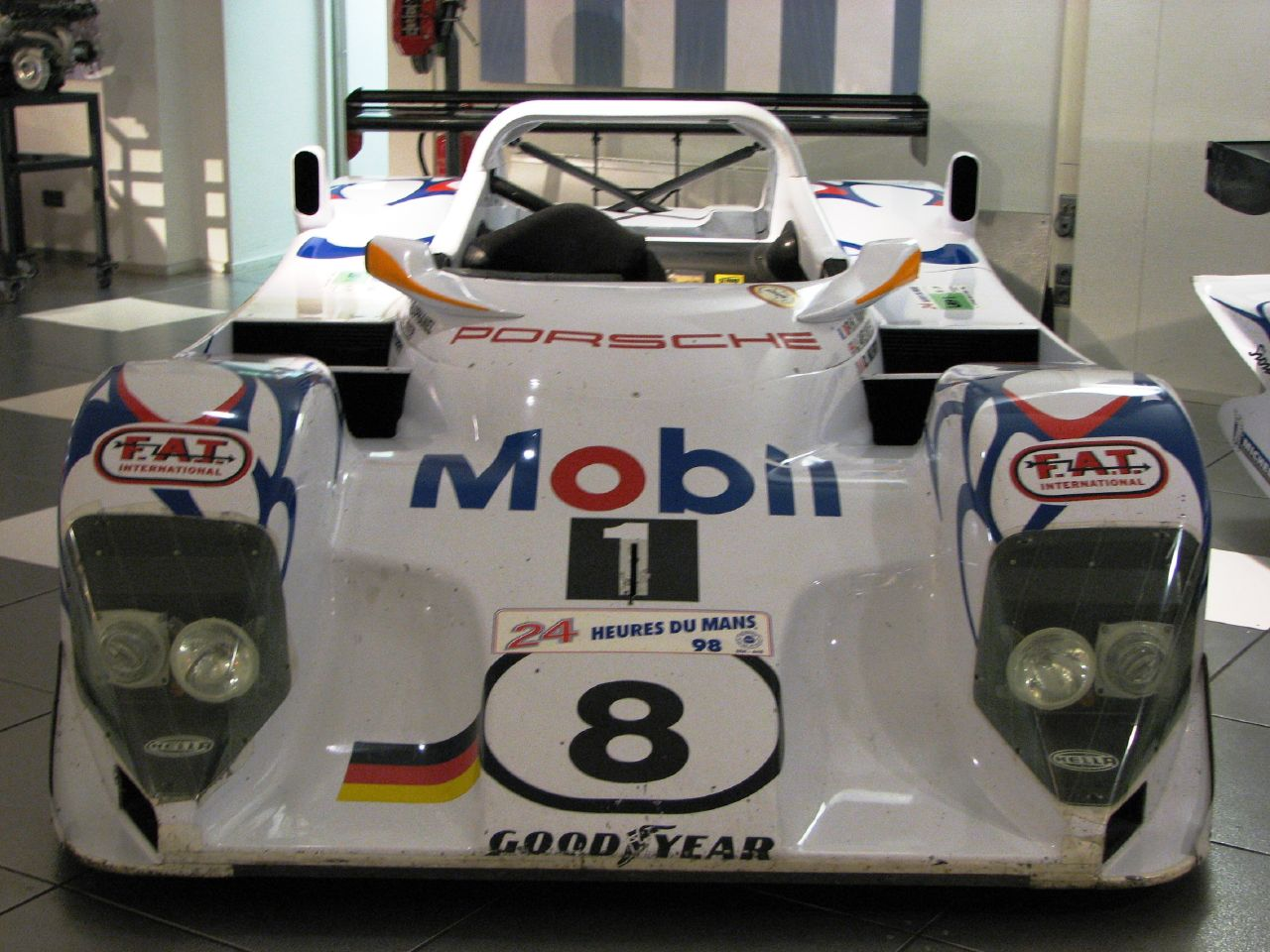
La LMP1-98 engagée au Mans en 1998